# (3255) Толен
(3255) Толен (лат. Tholen) — астероид, относящийся к группе астероидов пересекающих орбиту Марса и принадлежащий к светлому спектральному классу S. Он был открыт 2 сентября 1980 года американским астрономом Эдвардом Боуэллом в обсерватория Андерсон-Меса и назван в честь другого американского астронома Дэвида Толена, создателя системы спектральной классификации астероидов.

Орбита астероида Толен и его положение в Солнечной системе
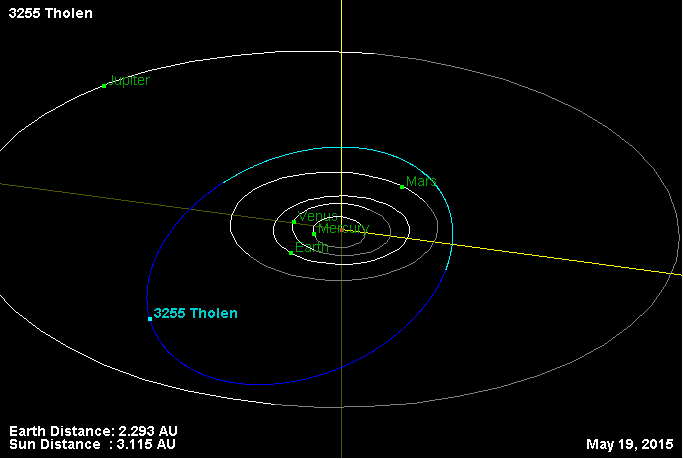
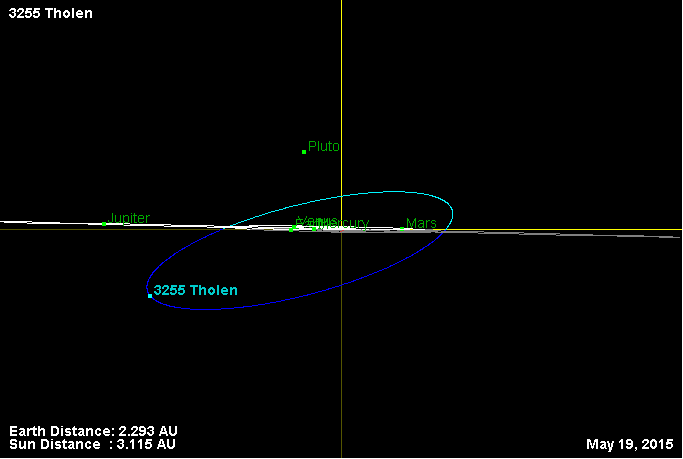